# Гуанидин

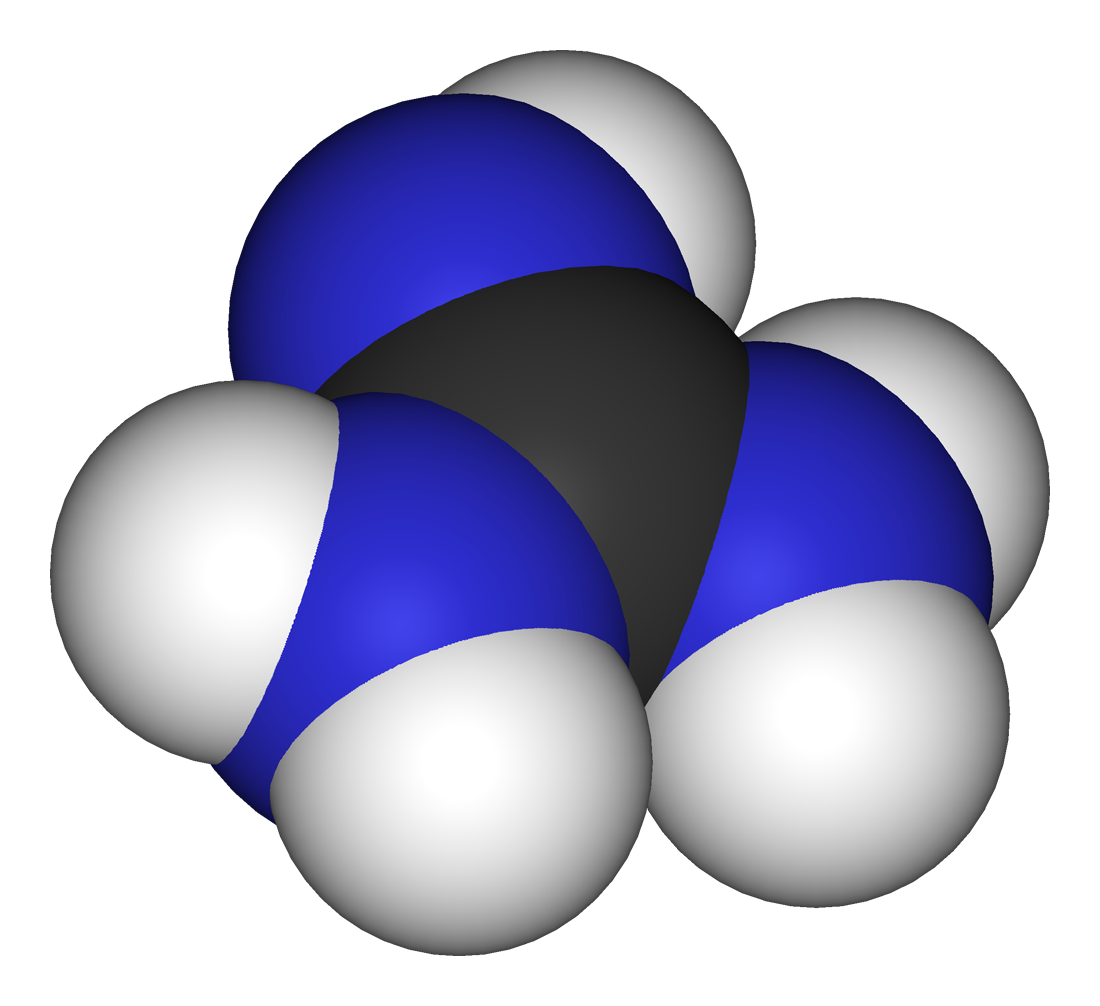
Модель молекулы

Гуаниди́н — органическое соединения с химической формулой {\displaystyle {\ce {HNC(NH2)2}}}. При нормальных условиях представляет собой бесцветное кристаллическое вещество, расплывается на воздухе вследствие поглощения влаги.
Является сильным однокислотным основанием pKa = 12,5. С HCl и HNO3 образует устойчивые соли.

## История
Вещество было впервые получено окислительной деградацией природных ароматических продуктов, гуанина, выделенного из перуанского гуано.
Несмотря на простоту молекулы, кристаллическая структура была впервые описана на 148 лет позже открытия, в 2013 году положения атомов водорода в молекуле были точно определены с помощью нейтронографии монокристалла.

## Нахождение в природе
Находится в моче преимущественно у пациентов с почечной недостаточностью как продукт метаболизма белков.

## Свойства
Легко алкилируется.
Обладает фунгицидной и бактерицидной активностью.

## Получение
- В промышленности гуанидины получают сплавлением солей аммония с мочевиной или циангуанидином:
{\displaystyle {\ce {NH4NO3 + 2 (NH2)2CO ->}}}
{\displaystyle {\ce {-> (NH2)2C=NH.HNO3 + CO2 + 2 NH3}}}.
- Также гидрированием циангуанидина на никеле Ренея:
{\displaystyle {\ce {NH2-C(=NH)-NH-CN ->[{\ce {H2, Ni}}] NH2-C(NH)-NH2}}}.
- Извлекают при помощи ионообменных смол из отходов производства мочевины.
- Карбонат извлекают из отходов производства меламина.
- Другие соли получают по реакции с основанием гуанидина.
- Спиртовые растворы при реакции хлорида гуанидиния с соответствующими алкоголятами.

## Протонирование и основность

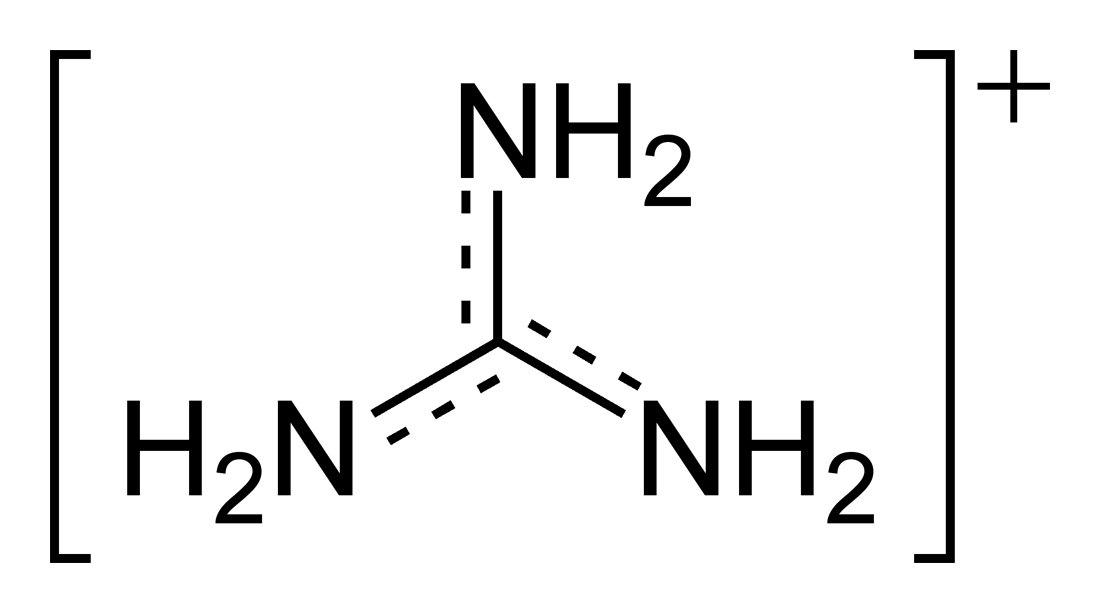
Резонансная структура

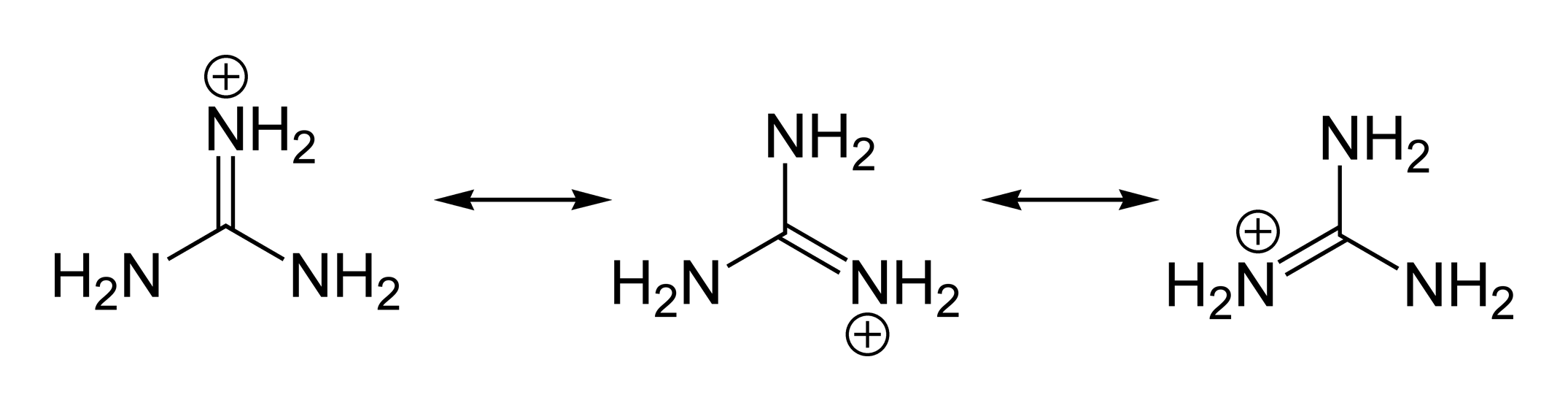
Канонические формы

Гуанидин благодаря резонансной делокализации электрического заряда в симметричном гуанидиниевом катионе, образующимся при протонировании гуанидина, является сильным основанием сравнимым по силе (pKa = 13,5) с гидроксидом натрия.
Высокая основность характерна и для замещенных гуанидинов: так, гуанидиновая группа аминокислоты аргинина (pKa = 12,48) протонирована в физиологических условиях (при pH < 10).
Гуанидинхлорид используют для денатурации белков, причём концентрация и свободная энергия раскрытия находятся в линейной зависимости. С этой же целью используется и тиоцианат гуанидиния.

## Производные гуанидина

Общая структура гуанидина

Гуанидины — группа органических соединений с общей структурой {\displaystyle {\ce {(R^1R^2N)(R^3R^4N)C=N-R^5}}}. Центральная связь внутри этой структуры — иминовая; другая распознаваемая субструктура — аминаль. Примеры гуанидинов: аргинин, триазобициклодецен и сакситоксин. Другие производные могут включать гуанидин гидроксид.
Гуанидиновые соли хорошо известны благодаря их денатурирующему действию на белки. Хлорид гуанидина — наиболее известный денатурант. В его 6 М растворе практически все белки с упорядоченой структурой теряют свою упорядоченность.
Бигуаниды  — гипогликемические лекарственные средства, используемые при сахарном диабете. Молекулы бигуанидов состоят из полиметиленовой цепочки и гуанидиновой группы на обеих её концах.

## Применение
- Соли гуанидина, применяемые в промышленности:
  - динитрат — как взрывчатое вещество,
  - нитрат — в качестве монотоплива,
  - фосфат — в текстильной промышленности для придания огнеупорных свойств тканям,
  - карбонат — в синтезе поверхностно-активных веществ и косметике для выпрямления волос.
- Продукт конденсации гуанидина с формальдегидом используется как ионообменная смола.
- Он также применяется в производстве пластмасс.
- В качестве перспективного альтернативного топлива[5].
- Нитрогуанидин, нитрат гуанидиния, перхлорат гуанидиния используют в качестве ракетного топлива.
- Хромат — ингибитор коррозии.

## Безопасность
Токсичен, вызывает при попадании на кожу и в дыхательные пути химический ожог.